# 회전
회전(回轉)은 어떤 것을 축으로 하여 물체가 도는 것을 말한다. 유의어로 정회전이라고 하며, 거꾸로 도는 것은 역회전 또는 역전(逆轉)이라고 한다.
|  |  |

한편 이러한 회전은 평면 또는 공간의 도형 또는 물체가  그 각 점의 서로의 위치를 바꾸지 않고 한 점이나 고정축을 중심으로 일정한 거리나 각도를 이동하는 것 또는 계속해서 돌아가는 것으로 표현할 수 있다. 이때 물리학에서는 특히 물체가  그 회전의 한 점이나 축이 그 물체의 내부에 있는 중심에 위치하게 되면 자전이다.
회전 또는 회전 운동은 회전축으로 알려진 중심선 주위의 물체의 원형 운동이다. 평면 도형은 회전 중심에서 도형의 내부 또는 외부와 교차하는 수직 축을 중심으로 시계 방향 또는 시계 반대 방향으로 회전할 수 있다. 입체 도형은 고정된 축을 중심으로 하는 회전과 달리 무질서한 회전(임의의 방향 사이)을 포함하여 무한한 수의 가능한 축과 회전 각도를 가진다.
각 유형의 회전은 해당 유형의 각속도(스핀 각속도 및 궤도 각속도) 및 각운동량(스핀 각운동량 및 궤도 각운동량)과 관련된다.

## 수학
수학적으로 회전은 평행이동과 달리 적어도 하나의 점을 고정하는 강체 운동이다. 이 정의는 정확히 한 점이 고정된 2차원(평면에서) 회전에 적용된다. 또한 3차원(공간)에서 추가 포인트가 고정된 상태로 유지될 수 있다.(고정된 축을 중심으로 한 회전, 무한선)
한 점이나 축을 중심으로 한 회전에 이어 동일한 점/축을 중심으로 한 두 번째 회전이 이어지면 세 번째 회전이 발생한다. 회전의 반대(역)도 회전이다. 따라서 점/축 주위의 회전은 그룹을 형성한다. 그러나 한 점이나 축을 중심으로 한 회전과 다른 점/축을 중심으로 한 회전은 회전이 아닌 결과를 초래할 수 있다.
x, y 및 z 축 주위의 회전을 주 회전(principal rotation)이라고 한다. 모든 축을 중심으로 한 회전은 x축을 중심으로 한 회전, y축을 중심으로 한 회전, z축을 중심으로 한 회전으로 수행할 수 있다. 즉, 모든 공간 회전은 기본 회전의 조합으로 분해될 수 있다.
비행동역학에서 주요 회전은 요(yaw), 피치(pitch) 및 롤(roll)로 알려져 있다.(테이트-브라이언 각으로 알려짐) 이 용어는 컴퓨터 그래픽에서도 사용된다.

## 천문학
천문학에서 회전은 일반적으로 관찰되는 현상이다. 스핀(자동 회전)과 궤도 회전을 모두 포함한다.

## 같이 보기
- 회전 행렬
- 원운동
- 스핀 (물리학)
- 마흐의 원리
- 굴림 운동
- 팽이